# گروه لوئی دلز
گروه لوئی دلز (انگلیسی: Louis Delhaize Group) شرکت خرده‌فروشی فرانسوی است، که در سال ۱۸۷۵ تأسیس شد.